# Metafonia
A metafonia é um fenômeno fonético e fonológico que consiste na alteração do timbre de uma vogal tônica por influência de vogais próximas. Este é um fenômeno existente no galego-português, mas está também presente em outras línguas como o italiano, por exemplo.
Um exemplo de metafonia no galego e no português é a elevação da vogal tónica semiaberta para uma vogal semifechada, por influência de uma vogal final fechada. Por exemplo, a palavra porcu que em latim era pronunciada com o breve (ŏ) deveria ter dado em português porco com ó tônico aberto, mas por influência do u final passou a ser pronunciado porco com ô fechado. As palavras em latim porcos, porcam, porcas evoluiram regularmente para porcos, porca, porcas, todas com ó aberto.

## Plurais
Existem muitos substantivos cuja formação do plural não se manifesta apenas por meio de modificações morfológicas, mas também implica alteração fonológica devido à metafonia.
singular (ô) - plural (ó)
- aposto apostos
- corno cornos
- corpo corpos
- corvo corvos
- esforço esforços
- fogo fogos
- imposto impostos
- osso ossos
- porto portos
- povo povos
- jogo jogos
- olho olhos
- ovo ovos
- posto postos
- reforço reforços

Em Portugal, esse fenómeno estendeu-se inclusive a palavras que em latim não eram pronunciadas com o breve (ŏ):
- caroço caroços
- miolo miolos
- poço poços
- forno fornos
- socorro socorros
- tijolo tijolos

1. ↑   metafonia in Artigos de apoio Infopédia [em linha]. Porto: Porto Editora, 2003-2018. [consult. 2018-01-05 03:33:21]. Disponível na Internet: https://www.infopedia.pt/apoio/artigos/$metafonia